# Pandanus scopulorum
Pandanus scopulorum är en enhjärtbladig växtart som beskrevs av Ugolino Martelli. Pandanus scopulorum ingår i släktet Pandanus och familjen Pandanaceae.
Artens utbredningsområde är Samoa. Inga underarter finns listade.